# Eva Gulløv
Eva Gulløv (født 14. februar 1967) er uddannet antropolog og ph.d. fra Københavns Universitet med speciale i pædagogisk antropologi og professor MSO ved Aarhus Universitet, Danmarks institut for Pædagogik og Uddannelse - Pædagogisk Antropologi, og Professor II ved Institutt for Pedagogikk, Universitetet i Agder, Kristiansand, Norge. Hun er datter af Inge og Vagn Skovgaard-Petersen, gift med John Matthias Gulløv og har børnene Arendse Marie Gulløv og Laurits Malthe Gulløv.

## Udvalgte Publikationer
1. Opvækst i provinsen : Om dem, der bliver, og dem, der rejser. / Gulløv, Eva; Gulløv, John Matthias. Aarhus : Aarhus Universitetsforlag, 2020. 194 s. (Antropologiske Studier).
2. Eva Gulløv (21. oktober 2019), "Kulturanalyse gennem barndomsforskning", Tidsskrift for Professionsstudier, 15 (29): 94-103, doi:10.7146/TFP.V15I29.116410, Wikidata  Q121545911
3. Children as Potential : A Window to Cultural Ideals, Anxieties and Conflicts. / Gilliam, Laura; Gulløv, Eva. I: Children's Geographies, 08.2019.
4. Children of the welfare state : civilising practices in schools, childcare and families. / Gilliam, Laura; Gulløv, Eva. London : Pluto Press, 2017. 290 s. (Anthropology, Culture and Society).
5. Institution : formaliserede fællesskaber. / Gulløv, Eva. Pædagogisk antropologi: tilgange og begreber. red. / Eva Gulløv; Gritt B. Nielsen; Ida Wentzel Winther. København : Hans Reitzels Forlag, 2017. s. 41-57 (Pædagogik og Samfund; Nr. 1).
6. Pædagogisk antropologi : tilgange og begreber. / Gulløv, Eva; Nielsen, Gritt B.; Winther, Ida Wentzel. København : Hans Reitzels Forlag, 2017. 322 s. (Pædagogik og Samfund; Nr. 1).
7. Ethnographic studies of young children. / Gulløv, Eva; Skreland, Lisbeth Ljosdal. Practical Research with Children. London : Routledge, 2016. s. 127-144 (Research methods in developmental psychology).
8. Siviliserende institusjoner : om idealer og distinksjoner i oppdragelse. / Gilliam, Laura; Gulløv, Eva. 1. udg. Bergen : Fagbokforlaget, 2015. 305 s.
9. Engaging Siblingships. / Gulløv, Eva; Palludan, Charlotte; Winther, Ida Wentzel. I: Childhood, Bind 22, Nr. 4, 2015, s. 506-519.
10. Siblings : Practical and sensitive relations. / Winther, Ida Wentzel; Palludan, Charlotte; Gulløv, Eva; Rehder, Mads Middelboe. 1 udg. Copenhagen : AU Library Scholarly Publishing Services, 2015. 148 s.
11. Making children 'social' : civilizing institutions in the Danish welfare state. / Gilliam, Laura; Gulløv, Eva. I: Human Figurations, Bind 3, Nr. 1, 3, 02.2014, s. Upag.
12. Hvad er søskende? praktiske og følsomme forbindelser. / Winther, Ida Wentzel; Palludan, Charlotte; Gulløv, Eva; Rehder, Mads. 1. udg. København : Akademisk Forlag, 2014. 170 s.
13. Civiliserende institutioner : Om idealer og distinktioner i opdragelse. / Gilliam, Laura; Gulløv, Eva. Aarhus : Aarhus Universitetsforlag, 2012. 305 s. (Antropologiske Studier; Nr. 1).
14. Educational anthropology in a welfare state perspective : the case of Scandinavia. / Gulløv, Eva; Anderson, Sally; Valentin, Karen. I Mapping Anthropologies of Education: A global guide to ethnographic studies of learning and schooling. red. / Katherine Anderson-Levitt. 1. udg. New York : Berghahn Books, 2011. s. 193-211.
15. Kindergartens in Denmark : reflections on continuity and change. / Gulløv, Eva. I: The modern child and the flexible labour market. red. / Anne Trine Kjørholt; Jens Qvortrup. London : Palgrave Macmillan, 2011. s. 90-111.
16. Welfare and self care : Institutionalised visions for a good life in Danish day-care centres. / Gulløv, Eva. I: Anthropology in Action, Bind 18, Nr. 3, 2011, s. 21-32.
17. Antropologiske metoder : børn som deltagere. / Gulløv, Eva; Palludan, Charlotte. Den lille bog om metode: sådan undersøger du børnekultur og børns perspektiv. red. / Anne Petersen. Århus : Systime, 2010. s. 40-49.
18. Forskel og fællesskab. Minoritetsbørn i daginstitution. / Gulløv, Eva; Bundgaard, Helle. 1 udg. København : Hans Reitzels Forlag, 2008. 222 s.
19. Institutional upbringing : A discussion of the politics of childhood in contemporary Denmark. / Gulløv, Eva. I European Childhoods: Cultures, Politics and Childhoods in Europe. red. / Allison James; Adrian James. 1. udg. London : Palgrave Press, 2008.
20. Targeting immigrant children : Disciplinary rationales in Danish pre-schools. / Gulløv, Eva; Bundgaard, Helle. I: Exploring Regimes of Discipline: The Dynamics of Restraint. Bind 8 1. udg. New York : Berghahn Books, 2008. s. 42-57 (The EASA series, Bind 8).
21. Children of Different Categories : Educational Practice and the Production of Difference in Danish Day-Care Institutions. / Gulløv, Eva; Bundgaard, Helle. I: Journal of Ethnic and Migration Studies, Bind vol.32, January 2006, Nr. no.1, 2007.
22. Materialitetens pædagogiske kraft. / Gulløv, Eva; Højlund, Susanne. IArkitektur, krop og læring. 1. udg. København : Hans Reitzels Forlag, 2006.
23. Pasningens paradokser : en kulturanalyse af daginstitutioner. / Gulløv, Eva. I Børns steder - steder for børn. 1. udg. København : Billesø, 2006.
24. Arkitektur krop og læring : En antologi om rum og artefakters betydning for handling og læring. / Gulløv, E.; Coninck-Smith, N. D.; Pedersen, S. H.; Winther, I.; Larsen, K.; Nagbøl, S.; Pedersen, S. H.; Kirkeby, Inge Mette; Gitz-Hohansen, Thomas; Kampmann, Jan; De Jong, Marjanna; Gabrielsen, Magnus; Saugstad, Tone; Martinsen, Kari; Sestoft, Carsten; Augestad, Pål; Billenstein Schriver, Nina; Larsen, Kristian (Redaktør). 1. udgave, 1. oplag udg. København : Hans Reitzels Forlag, 2005. 292 s.
25. Kaip vaikai kuria reisme. / Gulløv, Eva. Demokratiskos pedagogikos matai: Danu autoriu straipsniu rinkinys kurianciam pedagogui. 1. udg. Vilnius : Egmont Fonden - Vilniaus Kolegija, 2005.
26. Menas isgyventi. / Gulløv, Eva. Demokratiskos pedagogikos matai: Danu autoriu straipsniu rinkinys kurianciam pedagogui. 1. udg. Vilnius : Egmont Fonden - Vilniaus Kolegija, 2005.
27. Institutionslogikker som forskningsobjekt. / Gulløv, Eva. Pædagogisk antropologi: Refleksioner over feltbaseret viden. 1. udg. København : Hans Reitzels Forlag, 2004.
28. Pædagogisk antropologi : refleksioner over feltbaseret viden. / Gulløv, E.; Kryger, N.; Pedersen, S. H.; Carney, S.; Valentin, K.; Anderson, Sally; Palludan, C.; Madsen, U. A.; Madsen, Ulla Ambrosius (Redaktør). København : Hans Reitzels Forlag, 2004. 200 s.
29. Children's Places : Cross-Cultural Perspectives. / Gulløv, Eva (Redaktør); Fog Olwig, Karen (Redaktør). 1. udgave udg. London : Routledge, 2003. 255 s.
30. Feltarbejde blandt børn : Metodlogi og etik i etnografisk børneforskning. / Gulløv, Eva; Højlund, Susanne. København : Gyldendal, 2003. 202 s. (Carpe-serien).
31. Towards an anthropology of children and place. / Gulløv, Eva; Fog Olwig, Karen. Children's Places: Cross-cultural Perspectives. 1. udg. London : Routledge, 2003.
32. Sproget i børnehaven. / Gulløv, Eva. Danskbogen: Danskfaget i de pædagogiske uddannelser. 1. udgave. udg. Århus : Klim, 2001.
33. Betydningsdannelse blandt børn. / Gulløv, Eva. 1. udgave udg. København : Gyldendal, 1999. 247 s.
34. Børn i fokus : Ph.d. afhandling indleveret og forsvaret ved Institut for Antropologi, Københavns Universitet. / Gulløv, Eva. København : Institut for Antropologi, Københavns Universitet, 1998. 200 s. [3]